# Prioniturus flavicans
Prioniturus flavicans là một loài chim trong họ Psittacidae.